# Parque Internacional da Paz Waterton-Glacier
Estes dois parques nacionais foram designados através de lei o primeiro Parque Internacional da Paz do mundo em 1932. Localizado na fronteira entre o Canadá e os EUA, possui paisagem excelente e excepcionalmente rica em plantas e espécies de mamíferos como também em características alpinas e glaciais.